# 服務貿易
服务贸易是指生产者向消费者销售和提供无形的服務類产品（无形资产）。如果服务贸易當中的生产者和消费者分別處於不同國家，則称为国际服务贸易。